# 尤宁 (南卡罗来纳州)
尤宁（法語：Union）是美国南卡罗来纳州下属的一座城市。城市类型是“City”。其面积大约为8.08平方英里（20.94平方公里）。根据2010年美国人口普查，该市有人口8,393人，人口密度约为每平方 英里1,038.22人（约合每平方公里400.87人）。